# Air Batumi
Air Batumi — грузинская авиакомпания с штаб-квартирой в Батуми, Грузия.

## Деятельность
Авиакомпания выполняет чартерные и регулярные рейсы из аэропортов Батуми и Тбилиси.

## Флот
По состоянию на февраль 2013 года авиапарк авиакомпании состоит из двух самолётов Fokker 100
Ранее в эксплуатации был также самолёт Boeing 737
1. ↑  Флот авиакомпании на airfleets. Дата обращения: 14 января 2013. Архивировано 24 августа 2017 года.